# Muriel de Zapardiel
Muriel de Zapardiel település Spanyolországban, Valladolid tartományban.  Lakosainak száma 111 fő (2024).

## Népesség
A település népessége az utóbbi években az alábbiak szerint változott:
| Lakosok száma | 214  | 204  | 185  | 183  | 169  | 166  | 140  | 123  | 118  | 111  |
|               | 2001 | 2004 | 2007 | 2009 | 2012 | 2014 | 2017 | 2019 | 2022 | 2024 |